# Mila Racine
Mila Racine (Moscú, 14 de septiembre de 1921 - 30 de marzo de 1945) fue miembro de la red de resistencia clandestina judía francesa durante la Segunda Guerra Mundial. Se la conoce sobre todo por sacar clandestinamente a niños judíos de Francia y llevarlos a Suiza.
En octubre de 1943, Racine fue capturada por la Gestapo. Fue encarcelada en Ravensbruck y luego en Mauthausen, donde murió en un bombardeo aliado en marzo de 1945.
A título póstumo, recibió la Medalla de la Resistencia y la Cruz de Guerra.

## Biografía
Racine nació en Moscú, hija de George-Hirsch y Bertha-Basha Racine. Tenía dos hermanos, Emmanuel y Sasha. Los Racine se trasladaron a París en 1926. Tras la invasión alemana, se trasladaron al sur de Francia.
Racine era miembro de la Organización Internacional de Mujeres Sionistas. Fue reclutada por Simon Lévitte de Eclaireurs Israelites de France (EIF) para trabajar en un centro de documentación en Moissac. Lévitte trasladó el centro de documentación a Grenoble cuando los alemanes tomaron el control del sur de Francia. Racine también se trasladó a Grenoble y siguió trabajando en el centro de documentación dirigido por el EIF y el Movimiento de Jóvenes Sionistas (MJS).
Después de que los alemanes tomaran Grenoble, Racine, utilizando el nombre de Marie Anne Richemond, trabajó con una red de activistas clandestinos para introducir clandestinamente niños judíos en Suiza.
El 21 de octubre de 1943, Racine y su colega clandestino Roland Epstein fueron detenidos por la policía fronteriza alemana en Saint-Julien-en-Genevois cuando intentaban pasar de contrabando a treinta niños por la frontera. Fueron encarcelados junto con los niños en el hotel Pax de Annemasse, convertido en cárcel de la Gestapo. El alcalde de Annemasse consiguió la liberación de algunos de los niños y se ofreció a ayudar a Racine, pero ella declinó su ayuda debido a su preocupación por los niños restantes.
Racine ocultó su identidad judía y fue encarcelada en Ravensbrück. Más tarde fue enviada a Mauthausen, donde murió en un bombardeo aliado en marzo de 1945.
Racine recibió a título póstumo la Medalla de la Resistencia y la Cruz de Guerra.